# NASCAR Racing 3
NASCAR Racing 3 è un simulatore di corse automobilistiche relativo al campionato americano NASCAR sviluppato da Papyrus Design Group.
I giocatori possono competere nei campionati NASCAR Winston Cup e NASCAR Busch Grand National, è stato il primo gioco della serie Nascar racing ad includere lo storico tracciato Indianapolis Motor Speedway
Il gioco oltre al rendering software fino alla risoluzione grafica di 1024x768 pixel, supporta anche quello 3D accelerato tramite Direct 3D o 3dfx (emulabile con nGlide). Nel 2000 ha avuto un'espansione chiamata Craftsman Truck Series Expansion.